# Fantasztikus labirintus
A Fantasztikus labirintus (eredeti cím: Labyrinth) 1986-ban bemutatott brit–amerikai fantasyfilm. A filmet Jim Henson rendezte, a zenéjét Trevor Jones szerezte, producere George Lucas volt, tervezője Brian Froud. A forgatókönyvet Henson Dennis Lee gyermekkönyvszerzővel és a Monty Python tagjával, Terry Jones-szal írta. A The Jim Henson Company és a Lucasfilm, a TriStar Pictures forgalmazta.
A főszereplők David Bowie, aki Jarethet, a manók királyát alakítja, és Jennifer Connelly, aki Sarah Williamst játssza. A szimbolizmussal teli történet arról szól, ahogy Sarah kiszabadítja a kisöccsét, Tobyt, akit Jareth elrabolt; ehhez át kell jutnia egy hatalmas és elvarázsolt labirintuson. A többi szereplőt főleg bábok alakítják. A filmet részben New Yorkban, részben a brit Hampsted Heathben található Elstree Studiosban forgatták. Ez volt Henson utolsó filmje 1990-ben bekövetkezett halála előtt.
Amerikában 1986. június 27-én, Magyarországon 1988. július 7-én mutatták be a mozikban, új szinkronnal 1999. december 24-én a TV2-n vetítették le a televízióban.

## Cselekmény
|  | Alább a cselekmény részletei következnek! |

A tizenöt éves Sarah Williams (Jennifer Connelly) az apjával és mostohaanyjával él; úgy érzi, egy év körüli féltestvérét, Tobyt jobban szeretik, mint őt. Sarah imádja a tündérmeséket és színdarabokat, a film elején egy Labirintus című könyvből ad elő egy monológot egy parkban. Miközben próbál emlékezni az utolsó sorra, megszólal a hétórás harang, és Sarah rájön, hogy már otthon kellene lennie. Mikor hazaér, mostohaanyja (Shelley Thompson) már várja, és megszidja, amiért egy órát késett, pedig vigyáznia kellene Tobyra, míg ők elmennek szórakozni. Veszekednek, Sarah felrohan a szobájába. A mostohaanya és Sarah apja (Christopher Malcolm) lefektetik Tobyt és távoznak.
Sarah észreveszi, hogy egyik játékmacija, Lancelot eltűnt. Dühös, amiért jártak a szobájában, keresni kezdi a macit, amit Toby kiságya előtt, a földön talál meg. Toby folyamatosan sír. Sarah mesélni kezd neki, hogy elhallgattassa, a mese egy lányról szól, akivel a mostohaanyja kegyetlenül bánik, a manókirály azonban beleszeret és különleges hatalmat ad neki. Mikor Toby nem hagyja abba a sírást, Sarah közli vele, hogy „bárcsak elvinnének a manók”, majd kiviharzik a szobából. Toby hirtelen abbahagyja a sírást, Sarah pedig aggódva visszamegy a szobába, és látja, hogy Toby eltűnt a kiságyból.
A nyitott ablakon berepül egy bagoly és átváltozik a manókirállyá (David Bowie). Közli Sarah-val, hogy teljesítette a kívánságát és elvitte a gyereket. Sarah könyörög, hogy hozza vissza, mire Jareth azt feleli, hogy ha tizenhárom órán belül sikerül átjutnia a labirintuson a várhoz, akkor visszakapja, ellenkező esetben Toby vele marad és manóvá változik. (Amikor Jareth a későbbiek során megjelenik Sarah előtt, többnyire a speciális óra is látható, ami a hátralévő időt mutatja).
A labirintus nem egyszerű útvesztő: járatai folyamatosan változnak, tele van csapdákkal és nem minden járat bejárata látható. A bejáratnál Sarah találkozik Hoggle-val, a mogorva törpével, aki épp a harapós tündéreket irtja. Hoggle segít Sarahnak bejutni a labirintusba. A lány a rúzsával jelöli meg, merrefelé halad, hogy ne körbe-körbe járjon, az itt élő kis manók azonban összevissza forgatják a jeleket. Elér két kapuig, melyet két kapuőr vigyáz. Közlik Sarah-val, hogy az egyik úton továbbhaladhat, a másik a biztos halálba vezet; feltehet egyiküknek egy kérdést, és bármelyikük válaszol, egyikük mindig igazat mond, a másik mindig hazudik. Sarah sikeresen megoldja a logikai feladványt és továbbindul, majd leesik egy aknába, ahol elkapják a falból kinövő ún. Segítő Kezek. Mikor megkérdezik, felfelé vagy lefelé akar menni, Sarah találomra azt mondja, lefelé, és egy Felejtőben köt ki (oubliette – mély tömlöc, aminek csak felülről van bejárata).

Sarah (Jennifer Connelly)

Jareth egy kristályban figyeli Sarah haladását, és nyugtalan, mert a lánynak nem lett volna szabad idáig eljutnia anélkül, hogy feladja. Utasítja Hoggle-t, hogy vigye vissza Sarah-t a labirintus elejéig, mert ha elölről kellene kezdenie, akkor fel fogja adni a keresést. Sarah megörül, amikor a törpe kimenekíti a Felejtőből. Mivel Hoggle odavan az ékszerekért, a lány neki adja a műanyag karkötőjét, hogy cserébe vigye annyival közelebb a várhoz, amennyire még ismeri az utat. Hoggle megtenné, de megjelenik Jareth, aki kérdőre vonja Hoggle-t, amiért nem teljesíti a parancsát, csökkenti a hátralévő időt, majd rájuk uszít egy késekkel ellátott szerkezetet, a Tisztítót, ami elől Sarah és Hoggle épphogy csak megmenekülnek. Egy létrán felkapaszkodva egy kertbe érnek, ahol egy bölcs öregtől megtudják, hogy csak akkor jutnak előre, ha visszafelé indulnak. Mikor borzalmas ordítást hallanak, Hoggle gyáván elmenekül, Sarah azonban követi a hang forrását. Egy nagydarab, szőrös, szarvas, szelíd állatot manók kínoznak. Sarah közelébe öklömnyi kövek gurulnak, ezeket a kínzók sisakos fejéhez dobja, és ezzel kiszabadítja Ludót (később kiderül, hogy a köveket Ludo mozgatta – lásd: telekinézis). Vele indul tovább, és egy erdőbe érnek, ahol Ludo alatt beszakad a föld és eltűnik, Sarah-t pedig magukkal ragadják a tűzmanók, akik vadul bohóckodnak, táncolnak és le tudják venni a saját fejüket, hogy a levegőbe dobálják. Mikor nem engedik tovább Sarah-t, a lány leszedi a fejüket és szétdobálja, ezzel egérutat nyer. Az újra felbukkanó Hoggle menti meg, egy kötélen felhúzza az erdőt szegélyező Nagy Fal tetejére.
Hoggle új parancsot kap Jarethtől: egy barackot kell Sarah-nak adnia, amitől mindent elfelejt. A törpe nem szívesen teszi meg, mert nem akar ártani a lánynak, de a király megfenyegeti, hogy különben bedobja az Örök Bűz Mocsarába. Mikor Sarah örömében, hogy megmenekült, arcon csókolja a törpét, lezuhannak egy hirtelen megnyíló szakadékba, és a mocsár szélén kötnek ki. A vékony kőpárkány, amin állnak, letörik alattuk, de ők nem a mocsárba, hanem a mocsár kis szigetén üldögélő Ludo nyakába huppannak. Továbbindulnak egy hídon, melyet egy rókaszerű lovag, Sir Didymus véd hősiesen, de mikor összebarátkoznak vele, átengedi őket és csatlakozik hozzájuk Ambrosius nevű hátasán, aki valójában egy gyáva kutya. Mikor a híd leszakad a mocsár fölött, kiderül, hogy Ludo tud parancsolni a szikláknak, és azok felemelkednek, hogy áthaladhassanak a mocsáron.
Mikor továbbmennek, Hoggle odaadja Sarah-nak a barackot. A lány elkábul és egy bálteremben találja magát, hercegnőhöz illő ruhában; maga a bálterem egy kristálybuborékban lebeg, melyet Jareth engedett el a vár ablakából. A teremben dekadens mulatság folyik, a táncolók közül Jareth elkapja Sarah tekintetét, majd odamegy hozzá és táncolni kezd vele. A lányt magával ragadja a hangulat, de aztán rádöbben, hogy az egész káprázat csak azért van, hogy eltérítse őt küldetésétől. A barack hatása miatt már nem emlékszik pontosan, mit is kell tennie, csak azt, hogy nem maradhat. Egy székkel összetöri a buborék falát, és minden széthull.

A manókirály Tobyval

Sarah egy szeméttelepen tér magához, ahol egy manó öregasszony gyűjtöget. Mikor belép egy sátorba, saját szobájában találja magát. Megkönnyebbül, hogy csak álom volt, mikor azonban kinyitja az ajtót, újra az öregasszony áll ott, belép és odaadja neki a korábbi játékait és tárgyait. Sarah belelapoz az asztalon fekvő Labirintus című könyvbe, és hirtelen eszébe jut Toby. Lerázza magáról a sok szemetet, a szobája összeomlik, és kimászik a romok közül Ludo segítségével és Sir Didymushoz siet (Hoggle elmenekült szégyenében, miután odaadta Sarah-nak a barackot).
Elérnek Jareth városába, ahol rájuk támad egy hatalmas páncélos robot, amit egy manó irányít. Előkerül Hoggle és legyőzi, aztán összecsapnak a manókkal, majd bemennek a várba. Jareth már elhagyta a tróntermet Tobyval, Sarah utánuk siet. Egy különleges, a logikának és a gravitációnak ellentmondó helyiségbe kerül, melyet M. C. Escher rajzai ihlettek. Jareth megkéri, hogy mondjon le arról, hogy hazaviszi Tobyt, és maradjon inkább vele. Sarah legyőzi azzal, hogy elmondja a film elején gyakorolt monológot, benne az utolsó sort is, amire nehezére esett emlékezni: „Nincs hatalmad fölöttem!” Jareth kastélya összeomlik, Sarah pedig a saját házukban találja magát. A bagoly elrepül a házból.
Sarah odaadja Tobynak a Lancelot nevű játékmacit, és visszamegy a szobájába, ahol azon tűnődik, végleg felnőtté vált-e. A tükörben megjelenik Hoggle, majd Ludo és Sir Didymus, és biztosítják afelől, hogy mindig vele lesznek, ha szüksége lesz rájuk. Úgy tűnik, búcsúznak, és a lány maga mögött hagyja gyermekkora fantáziavilágát, Sarah azonban azt mondja, mindig szüksége lesz rájuk. Ekkor barátai megjelennek a szobában és mind táncolnak, míg a bagoly kintről figyeli őket, majd elrepül az éjszakába.
|  | Itt a vége a cselekmény részletezésének! |

## Szereplők jellemzői
A film több fantáziaszereplője játék formájában is megjelenik Sarah szobájában.
- Jennifer Connelly mint Sarah Williams: jó képzeletű tinilány, aki szereti a tündérmeséket. Bár szeretné, ha Toby eltűnne az életéből, rögtön bűntudata támad, és vissza akarja kapni. Hűséges a barátaihoz és ellenáll Jareth csábításának, hogy véghezvigye küldetését. Saját szobájában egy báli ruhás lány szobra képviseli, ami egy kristálygazebóban áll. Sarah szobájában Escher egy posztere is látható, ami a vár egyik helyiségének alapjául szolgált.
- David Bowie mint Jareth, a manókirály: az alvilág látszólag kegyetlen, bár jóképű ura. Ravasz, világát az akaratával képes manipulálni, alattvalói félnek tőle. Képes kristálygömböket teremteni a levegőből, melyek segítségével varázsol. Időnként zsonglőrködik is velük, ezt valójában nem Bowie csinálta, hanem a mögötte álló Michael Moschen. Jareth a film során vonzódni kezd Sarahhoz, és arra is megkéri, hogy maradjon vele; a film regényváltozatában a báltermi jelenetben megpróbálja megcsókolni. Egy Jarethet ábrázoló játékfigura is áll Sarah asztalán, egy fényképen pedig Sarah vér szerinti anyja, Linda, aki színésznő, David Bowie társaságában látható. A regény azt sugallja, Linda új férje, Jeremy lehetett Jareth modellje Sarah fantáziavilágában.
- Toby Froud mint Toby Williams: Sarah apai féltestvére. A film látványtervezőjének, Brian Froudnak a fia alakította, miután az eredeti gyermekszereplő félt a manóbábuktól. A kisfiú eredeti nevét, a Freddie-t azért változtatták meg, mert Froud kisfia nem hallgatott más névre.
- Linda Williams: Sarah vér szerinti anyja; csak fényképeken látható Sarah szobájában. A regényben elcsábította egy színész, aki Jareth alteregójának tűnik, ez tette tönkre a házasságát.
- Shelley Thompson mint Mrs. Williams: Toby anyja, Sarah mostohaanyja, akire a mindennel elégedetlen tinilány a gonosz mostoha szerepét osztotta. Nevét nem említik a filmben, a rajongók többnyire Karennek hívják. A 2006-ban megjelent Visszatérés a labirintusba képregényben Irene a neve.
- Christopher Malcolm mint Robert Williams: Sarah és Toby apja. A filmben csak rövid szerepe van, nevét csak a könyvben említik.
- Shari Weiser (hangja Brian Henson) mint Hoggle: gyáva törpe, aki Jareth alattvalója, de később összebarátkozik Sarah-val és segíti. Mikor Jareth arra kényszeríti, hogy ártson Sarah-nak, a törpe mindig bűntudatot érez. Sarah szobájában van egy Hoggle-hoz hasonló figurát ábrázoló könyvtartó. A Hoggle-t alakító bábfigura jelenleg az alabamai, scottsborói Talált Tárgyak Központjában van, pár másik tárggyal a filmből, amit repülőgépen találtak és az eredeti tulajdonos nem jelentkezett. A cég kiállította saját múzeumában.[1]
- Ron Mueck (hang) mint Ludo: nagydarab, szelíd állat, aki ereje és mérete ellenére nem szívesen harcol, inkább hatalmas ordításával megidézi a sziklákat, akik a segítségére jönnek. Ez a film során többször is hasznosnak bizonyul. Minimális szókincse van, gyakran csak főnevekben beszél. Egy Ludóhoz hasonló játékfigura látható Sarah szobájában az ablakhoz közel.
- David Shaughnessy (hang) mint Sir Didymus: az örök bűz mocsarába vezető hidat őrző lovag. Miután találkozik Sarah-val, csatlakozik hozzá, hogy megmentsék Tobyt. Kis mérete ellenére rettenthetetlen harcos, ezzel ellentétben hátasa, Ambrosius gyáva és elmenekül, ha baj közeleg. Sarah szobájában a polcon található egy hozzá hasonló plüssállatka.
- Percy Edwards (hang) mint Ambrosius: nagyon gyáva óangol juhászkutya, de bár elbújik, ha veszély közeleg, sosem hagyja teljesen magára Didymust, a gazdáját. Nagyon hasonlít Sarah kutyájára, Merlinre.
- Timothy Bateson (hang) mint William, a kukac: a labirintusban élő kis, kék kukac, akitől Sarah az elején útbaigazítást kér. Mikor Sarah megkérdezi, hogy „Hogy jutok át a labirintuson?”, a kukac elküldi az egyik irányba, és a lelkére köti, hogy sose menjen a másik irányba. Mikor Sarah távozik, a kukac halkan felsóhajt: „Ha arra ment volna, túl hamar a várba ér és vége lenne a filmnek!” A regényben ezt arra változtatták, hogy „egyenesen abba a rettenetes várba ment volna”.
- Frank Oz (hang: Sir Michael Horden) mint A bölcs: a kertben találkozik Sarah-val, és bölcs tanácsot ad, miközben vitatkozik a kalapján élő madárszerű lénnyel. Ez a jelenet nem igazán viszi előre a cselekményt, a komikum kedvéért került bele.
- Dave Goelz (hang) mint A bölcs madaras kalapja: ideje nagy részét azzal tölti, hogy gazdájával vitatkozik.
- Karen Prell (hang: Denise Bryer) mint Szemétgyűjtő asszony: akkor találkozik Sarah-val, amikor a lány felébred az álomból, amibe Jareth barackja miatt került. Ő is megpróbálja elterelni a figyelmét Tobyról, és saját szobája szeméttelepszerű változatába vezeti a lányt. Sarah, miután megtalálja a labirintusról szóló könyvet, hirtelen emlékszik Tobyra, és ráébred, hogy ez is csak illúzió, amivel Jareth késlelteti, valamint hogy gyerekkora kincsei szemétnek számítanak az igazán fontos dolgokhoz, a barátaihoz és Tobyhoz képest. Mikor Sarah félredobja a játékokat, a szemétgyűjtő asszony eltűnik, és a lány visszakerül barátaihoz.
- Warwick Davis mint manóhadsereg.
- Steve Whitmire, Kevin Clash, Anthony Asbury és Dave Goelz (hangok) mint a kapuőrök: ők alakítják a kétfejű kapuőröket, akik közül az egyik mindig igazat mond, a másik mindig hazudik.
- Robert Beatty és Dave Goelz (hangok) mint Ajtókopogtatók: A kertből az erdőbe vezető kapuk kopogtatói. Mivel a karika, amivel kopogtatni lehet, az egyiknek a fülén vezet át, a másiknak a szájában van, az egyik alig hall, a másik alig érthetően beszél. Őket a Muppet Show két szereplőjéről Statlerről és Waldorfról mintázták.
- Kevin Clash, Charles Augins, Danny John-Jules, Richard Bodkin (hangok) mint az öt Tűzmanó: vad manók, akik a Labirintus erdejében tanyáznak. Csak a vad szórakozásnak élnek, amibe Sarah-t is megpróbálják magukkal rángatni. Levehető testrészeik vannak, melyeket dobálni tudnak. Egyikük plüssjáték formájában látható Sarah szobájában a polcon. A zárójelenetben ők is ott táncolnak Sarah szobájában Hoggle-val, Sir Didymusszal, Ludóval, Ambrosiusszal, a madaras kalapú Bölccsel és sok más szereplővel együtt.

## Magyar hangok
| Szereplő             | Színész                            | 1. magyar változat (MOKÉP, 1987) | 2. magyar változat (TV2, 1999) |
| Szereplő             | Színész                            | Magyar hang                      | Magyar hang                    |
| -------------------- | ---------------------------------- | -------------------------------- | ------------------------------ |
| Jareth, a manókirály | David Bowie                        | Máté Gábor                       | Szakácsi Sándor                |
| Sarah                | Jennifer Connelly                  | Kökényessy Ági                   | Zsigmond Tamara                |
| Mostohaanya          | Shelley Thompson Toni Barry (hang) | Kovács Zsuzsa                    | Andresz Kati                   |
| Apa                  | Christopher Malcolm                | Helyey László                    | Rosta Sándor                   |
| Toby                 | Toby Froud                         | nem szólal meg                   | nem szólal meg                 |
| Tündér               | Natalie Finland                    | nem szólal meg                   | nem szólal meg                 |
| Szereplő             | Eredeti hang                       | Magyar hang                      | Magyar hang                    |
| Hoggle               | Brian Henson                       | Zenthe Ferenc                    | Gesztesi Károly                |
| Ludo                 | Ron Mueck                          | Reviczky Gábor                   | Pálfai Péter                   |
| Didymus              | David Shaughnessy                  | Szombathy Gyula                  | Rudas István                   |
| Madársipka           | David Shaughnessy                  | Szerednyey Béla                  | Szokol Péter                   |
| William, a kukac     | Timothy Bateson                    | Szerednyey Béla                  | Markovics Tamás                |
| Bölcs                | Michael Hordern                    | Benkő Gyula                      | Versényi László                |
| Szemétgyűjtő asszony | Denise Bryer                       | Pásztor Erzsi                    | Andresz Kati                   |
| Alph, a kapuőr       | Anthony Jackson                    | Szoó György                      | Forró István                   |
| Ralph, a kapuőr      | Douglas Blackwell                  | Szoó György                      | Szalay Imre                    |
| Jim, a kapuőr        | David Shaughnessy                  | Antal László                     | Imre István                    |
| Tim, a kapuőr        | Timothy Bateson                    | Antal László                     | Wohlmuth István                |
| Bal kopogtató        | Robert Beatty                      | Harkányi Endre                   | Kardos Gábor                   |
| Jobb kopogtató       | David Healy                        | Gruber Hugó                      | Orosz István                   |

- További magyar hangok (1. magyar változatban): Balázsi Gyula, Haraszin Tibor, Farkas Antal, Huszár László, Józsa Imre, Kisfalussy Bálint, Kránitz Lajos, Orosz István, Soós Lajos, Szerednyey Béla, Ujlaki Dénes, Varga T. József, Várkonyi András
- További magyar hangok (2. magyar változatban): Albert Péter, Beratin Gábor, Imre István, Katona Zoltán, Pethes Csaba, Seder Gábor, Szokol Péter, Uri István, Vizy György

## Szinkronstáb
| Magyar változat munkatársai | Magyar változat munkatársai       | Magyar változat munkatársai |
| Stáb                        | 1. magyar változat (1988)         | 2. magyar változat (1999)   |
| --------------------------- | --------------------------------- | --------------------------- |
| Magyar szöveg               | Gonda Miklós                      | Lai Gábor                   |
| Dalszöveg                   | Szőnyi Klára                      | –                           |
| Hangmérnök                  | Takács György                     | Salgai Róbert               |
| Rendezőasszisztens          | Győrvári Judit                    | –                           |
| Vágó                        | Virág Éva                         | Pilipár Éva                 |
| Gyártásvezető               | Dudás Ica                         | Czobor Éva                  |
| Szinkronrendező             | Zákányi Balázs                    | Faragó József               |
| Szinkronstúdió              | Magyar Szinkron- és Videovállalat | Masterfilm (Digital) Kft.   |

## Dalok
A filmzene következő számait David Bowie írta és adja elő a filmben, Jareth szerepében (kivéve a Chilly Downt, melyet David Alan Barclay, Karen Prell és Rob Mills ad elő).
- Underground (nyitódal)
- Magic Dance (ismert Dance Magicként is): Jareth énekli a trónteremben, goblinokkal körülvéve.
- Chilly Down: a tűzmanók éneklik
- As the World Falls Down: a báltermi jelenet dala, ahol Sarah és Jareth táncolnak
- Within You: Sarah és Jareth végső összecsapásakor szól
- Underground (záródal)

Bowie az 1986-ban forgatott Inside the Labyrinth werkfilmben beismeri, hogy a Magic Dance alatt hallható kisbabahangokat ő adta ki, mert a stúdióban lévő kisbabát nem lehetett rávenni.
A filmzene összesen 12 számot tartalmaz, és 1986-ban jelent meg lemezen és kazettán, 1989-ben pedig CD-n. Kislemezen az Underground című dal jelent meg 1986-ban, instrumentális változattal és hosszított dance remixszel, majd a Magic Dance is, remixekkel.

## Fogadtatás
A film bemutatásakor anyagi bukásnak minősült, a ráköltött 25 millió dollárból csak 12 729 917 dollár bevételt hozott a mozikban. 35 mm-es új kiadását a Landmark mozihálózat több mozija is bemutatta San Franciscóban, 2007. július 27. és augusztus 2. között.
Az évek során a film klasszikussá vált, elemei beépültek a popkultúrába. A mai napig adnak ki játékokat és egyéb, a filmhez kötődő reklámtárgyakat, például 2007 májusában egy Jareth-figura került a boltokba.

## Forgatási helyszínek
- West Wycombe Park, West Wycombe, Buckinghamshire, Nagy-Britannia – (a nyitójelenet helyszíne)
- Elstree Studios, Borehamwood, Hertfordshire, Nagy-Britannia
- Upper Nyack, New York, USA

## Más médiában
A film regényváltozatát A.C.H. Smith írta, jelenleg nem nyomtatják, a létező példányok az eredeti ár többszöröséért cserélnek gazdát. Az interneten olvasható.
1986-ban a filmen alapuló számítógépes játék is megjelent Commodore 64-re és Apple II-re. Egy másik változat Japánban Nintendóra is megjelent.
A Marvel Comics háromrészes képregényt adott ki egy kötetben, a Marvel Super Special 40. számaként.

### Képregény
A Tokyopop és a The Jim Henson Company egy manga stílusú folytatást kezdett kiadni 2006-ban. A háromrészesre tervezett sorozat első része 2006. augusztus 8-án jelent meg, Jake T. Forbes írta, Chris Lie rajzolta, a borító Kouyu Shurei munkája. A történet Tobyról szól, aki már tizenöt éves. A második rész 2007 októberében jelent meg, a harmadik 2009 májusában, a negyedik 2010 augusztusában.